# Di-terc-butoxyacetylen
Di-terc-butoxyacetylen je organická sloučenina se vzorcem (CH3)3COC≡COC(CH3)3.Podobně jako většina ostatních dialkoxyacetylenů (například dimethoxyacetylen se při 0 °C v několika sekundách polymerizuje) je velmi nestálý. Připravit jej lze z 1,4-dioxanu.